# Fidena trapidoi
Fidena trapidoi är en tvåvingeart som beskrevs av David Fairchild 1953. Fidena trapidoi ingår i släktet Fidena och familjen bromsar. Inga underarter finns listade i Catalogue of Life.